# Ludmila Formanová

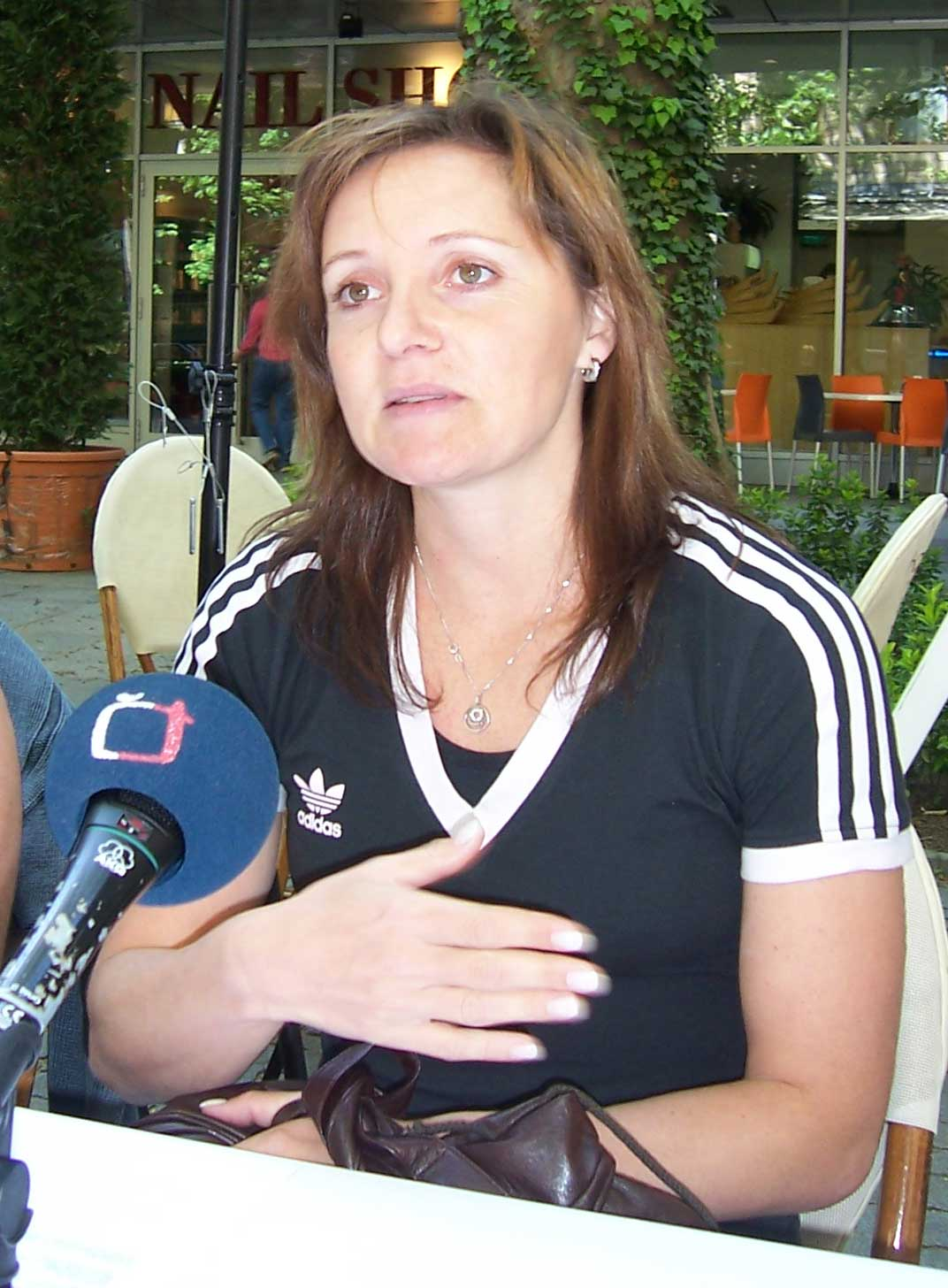
Ludmila Formanová (2007)

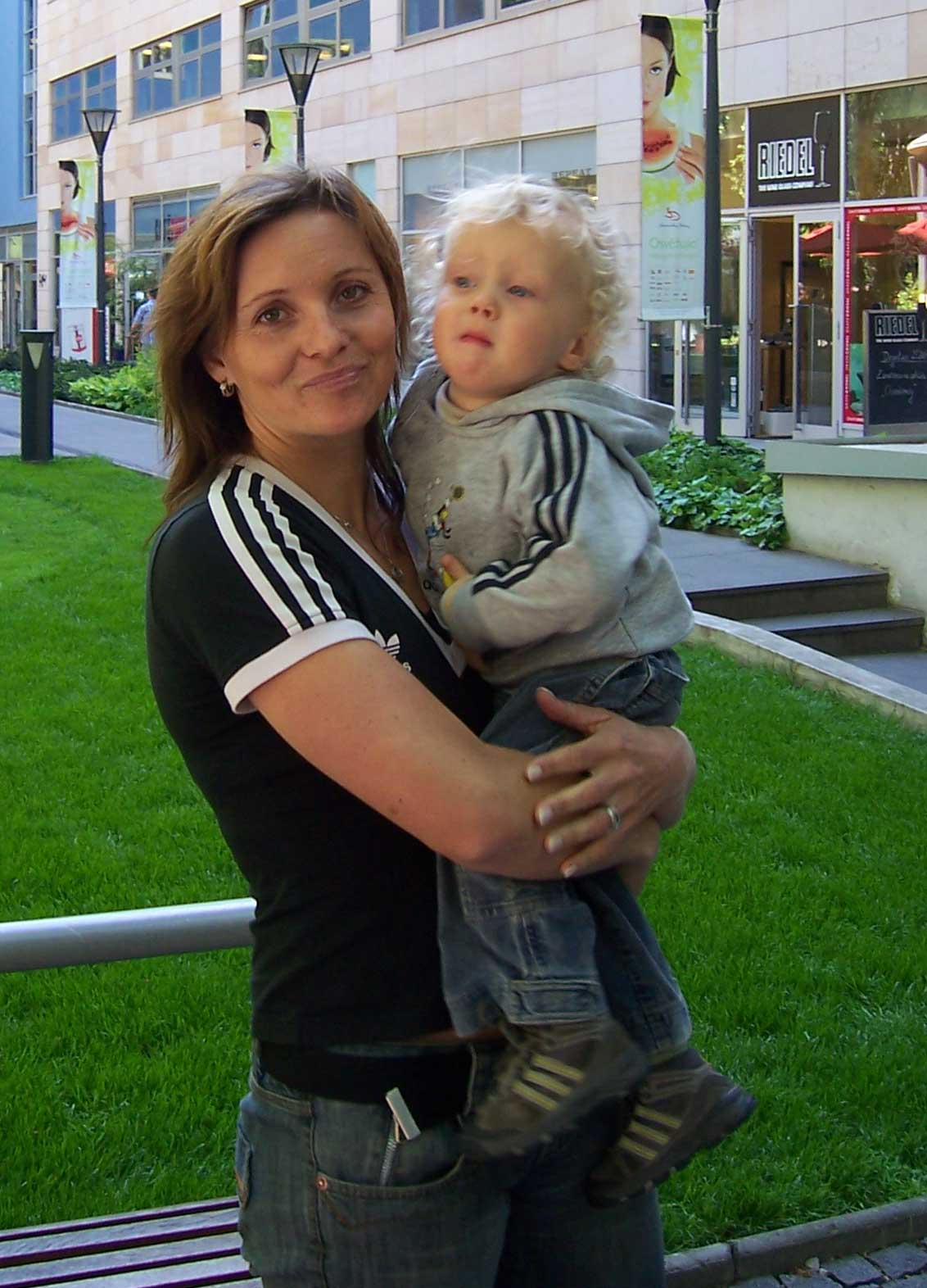
Ludmila Formanová mit Kind (2007)

Ludmila Formanová (* 2. Januar 1974 in Čáslav) ist eine ehemalige tschechische Mittelstreckenläuferin. 
Die Junioreneuropameisterin von 1993 im 800-Meter-Lauf stand im gleichen Jahr erstmals in einem großen Finale, als sie bei den Weltmeisterschaften in Stuttgart mit der tschechischen 4-mal-400-Meter-Staffel Siebte wurde. Bei den Europameisterschaften 1994 wurde sie mit der Staffel Fünfte. 
Ihre erste internationale Medaille in der Erwachsenenklasse gewann Ludmila Formanová bei den Hallenweltmeisterschaften 1995. Als Schlussläuferin der Staffel sicherte sie ihrer Mannschaft die Silbermedaille hinter dem russischen Team. Im 800-Meter-Lauf wurde sie bei den Halleneuropameisterschaften 1996 Vierte in 2:03,74 min. Bei den Olympischen Spielen 1996 in Atlanta schied sie über 800 Meter im Halbfinale aus, mit der Staffel erreichte sie das Finale und wurde Siebte.
Bei den Hallenweltmeisterschaften 1997 belegte sie mit der Staffel den vierten Platz. Im Sommer bei den Weltmeisterschaften in Athen belegte sie über 800 Meter den fünften Platz in 1:59,52 min, mit der Staffel erreichte sie ebenfalls Platz fünf.
1998 gewann sie den 800-Meter-Lauf bei den Halleneuropameisterschaften in 2:02,30 min. Im Freien schied sie bei den Europameisterschaften in Budapest im Halbfinale aus, erreichte aber mit der Staffel wieder den fünften Platz.
Das Jahr 1999 war das mit Abstand beste Jahr für Ludmila Formanová. Bei den Hallenweltmeisterschaften in Maebashi gewann sie in der zweitbesten bis dahin in der Halle gelaufenen Zeit von 1:56,90 min. Sie lag damit knapp vor Maria de Lurdes Mutola aus Mozambique, die nach 1:57,17 min ins Ziel kam. Bei den Weltmeisterschaften 1999 in Sevilla lief sie im Finale ihre persönliche Bestleistung von 1:56,68 min und gewann den Weltmeistertitel mit vier Hundertstelsekunden Vorsprung auf Maria Mutola.
Bei den Olympischen Spielen 2000 in Melbourne wurde Formanová durch eine Knöchelverletzung behindert und schied im Vorlauf des 800-Meter-Laufs aus. 2002 schaffte sie noch einmal ein Comeback und wurde in 2:00,23 min Vierte bei den Europameisterschaften in München. 
Bei einer Körpergröße von 1,68 m betrug ihr Wettkampfgewicht 60 kg. Ihre Trainerin war Jarmila Kratochvílová.

## Persönliche Bestleistungen
- 400 m: 51,84 s, 26. Juni 1995, Prag
- 800 m: 1:56,56 min, 11. August 1999, Zürich
- 1000 m: 2:35,06 min, 17. Juli 1999, Nizza
- 1500 m: 4:20,13 min, 27. Juni 2005, Prag